# Collège du Plessis
Pour les articles homonymes, voir Plessis (homonymie).
Le collège du Plessis est un collège de l'ancienne université de Paris qui était situé au no 115 de la rue Saint-Jacques, à droite du collège Louis-le-Grand. Ses bâtiments furent détruits en 1864 et sur son emplacement a été construite la partie nord du lycée Louis-le-Grand actuel (cours Molière). Il était situé à côté du collège de Marmoutiers.

## Histoire
Le collège du Plessis est fondé par Geoffroy du Plessis, protonotaire de France, rue Saint-Jacques en 1322,  pour les écoliers pauvres des diocèses de Tours, Saint-Malo, Évreux, Rouen, Sens, Reims. 

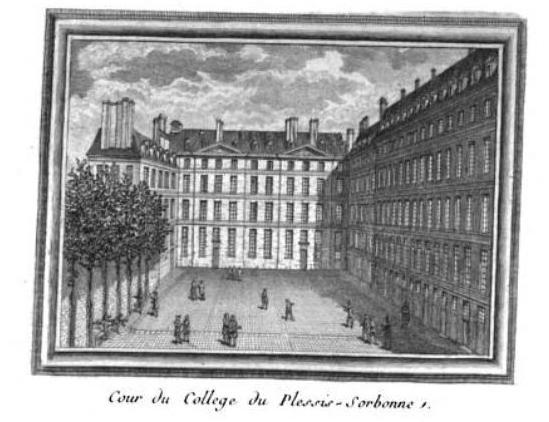
Cour du collège du Plessis au XVIIIe siècle.

Richelieu transfère son administration au collège de Sorbonne en 1642. Son enseignement est réorganisé quatre ans plus tard par lettres patentes. Charles de Lignières y enseigne le latin moderne et l'écrivain et historien François-Joseph Bérardier de Bataut enseigne au collège du Plessis au milieu du XVIIIe siècle.
Ses locaux servent de maison d'arrêt au plus fort de la Terreur. On y incarcère notamment les détenus envoyés de province, après que le Comité de salut public, au printemps 1794, a décrété que les suspects de province seraient envoyés à Paris. Ils arrivent surtout des villes les plus proches, comme Senlis, Compiègne ou Chantilly, qui ne possèdent ni tribunal révolutionnaire, ni guillotine.

L'endroit est très inconfortable. On enferme les hommes dans les caves et les femmes sous les toits. Plusieurs d'entre elles en profitent pour se jeter dans le vide par désespoir[réf. nécessaire].

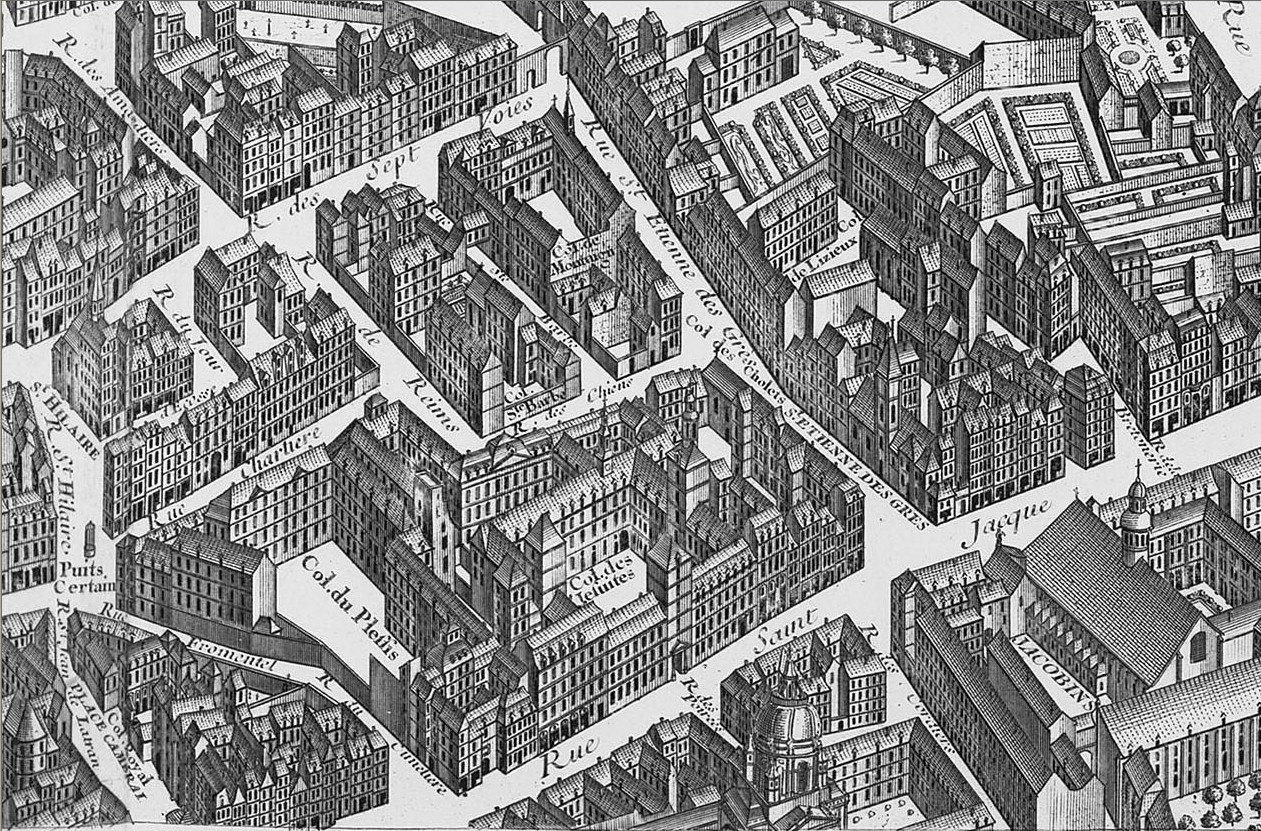
Le collège du Plessis sur le plan de Turgot, en 1739.

Lorsque ces lieux furent à leur tour devenus trop petits, on défonça le mur qui séparait le collège du Plessis de la Sorbonne, dont on réquisitionna quelques salles de cours pour y loger des détenus. Après la Terreur, le bâtiment devint une annexe de Louis-le-Grand servant à loger des professeurs.
Il fut de 1809 à 1821 le siège de la faculté des sciences de Paris, de la faculté des lettres et de la faculté de théologie, puis à partir de 1826 celui de l'École préparatoire adjointe au lycée royal Louis-le-Grand (ensuite École normale) jusqu'en 1847.

## Élèves célèbres
- Fénelon
- Turgot
- Alexandre de Beauharnais

## Professeurs célèbres
- Charles de Lignières
- Denis Gaullyer
- François-Joseph Bérardier de Bataut
- abbé Sigorgne